# Tamar Rogoff
Tamar Rogoff ist eine US-amerikanische Choreografin und Filmemacherin.
Ihre Werke wurden u. a. am Kennedy Center, am Lincoln Center, am P.S. 122, am La Mama Theater und an der Nationaloper Estonia in Tallinn aufgeführt. Für ihre Produktionen wählt sie häufig ungewöhnliche Orte, so wurde Angle of Ascent auf einem neun Meter hohen Turm über dem Platz am Lincoln Center gespielt, In Deep in großen Wassertanks und Demeter’s Daughter in den Straßen und auf den Dächern von Upper East Side.
In einem belarussischen Wald an einem Massengrab von 2400 Holocaustopfern (darunter auch Verwandten Rogoffs) entstand 1994 das The Ivye Project, das später Gegenstand ihres Filmes Summer in Ivye wurde. Dieser wurde beim Hampton’s International Film Festival und beim Jewish Festival am Lincoln Center vorgeführt. In Zusammenarbeit mit einem Verband von Kriegsveteranen mit posttraumatischen Belastungsstörungen entstand 2001 Daughter of a Pacifist Soldier. Für Claire Danes choreografierte sie 2005 am P.S.122 das Solotanzstück Christina Olson: American Model, 2007 Edith & Jenny, ein interdisziplinäres Werk für Claire Danes und Ariel Flavin.
2003 gründete Rogoff Solar 1, ein Zentrum für Umwelterziehung und Kunst, dessen Leiterin sie ist. Mehr als 20 Jahre gab sie zudem Kunstworkshops in Gefängnissen und psychiatrischen Kliniken. Im Enter the Faun (Anatomy Theater) (2009) versuchte sie einen Crossover zwischen Kunst und Wissenschaft, indem sie  den Chirurgen Philip Bauman, die Tänzerin Emily Pope-Blackman und Gregg Mozgala, einen Schauspieler mit Zerebralparese, gemeinsam auf die Bühne brachte. Neben vielen Produktionsaufträgen (u. a. von der Association of Performing Arts Presenters, dem Trust for Mutual Understanding, der New York Foundation for the Arts, der Harkness Foundation, des New York Theater Workshop’s Suitcase Fund) erhielt Rogoff viermal Preise des National Endowment for the Arts. 2009 wurde sie Fellow der John Simon Guggenheim Memorial Foundation.